# 제1방공여단
제1방공여단(第一防空旅團, 1st Air Defense Brigade, 상징명칭: 솔개부대)은 대한민국 육군의 방공 여단이다. 수도방위사령부 예하 조직으로 편성되어 있으며, 수도인 서울특별시의 P-73A, P-73B 구역을 방위하는 임무를 맡고 있다.

## 역사
1971년 4월 30일, 2개 고사기관총대대가 창설되었다. 이 2개 대대와 몇몇 방공부대를 통합하였고, 1975년 9월 15일 제10방공포병단이 창설되었다.
1986년 12월 1일, 제3방공포병여단이 창설되었다. 제3방공포병여단은 1991년 7월 1일에 방공포병사령부가 대한민국 공군으로 전군했을때, 육군에 남겨져 제1방공여단으로 재편성되었다. 이후 여단은 제3야전군에 배속되었다가, 2011년 12월 1일에 제10방공단과 통합되고 수도방위사령부에 예하 소속으로 편성이 전환되었다.
2014년 3월 24일, 경기도 파주시에 알 수 없는 무인항공기(UAV)가 추락하였다. 무인항공기에는 항공 카메라가 설치되어 있었고, 청와대를 포함하여 수도권 지역 193장의 사진을 촬영한 기록을 추출하였으나, 제1방공여단의 저고도 레이더로는 너무나 작아 감지할 수 없었다

## 편성
| 현재 - 직할부대 - 본부대 - 대공사격근무대 - 정비대 - 공역통제중대 - 방공대 - 통신중대 - 예하부대 - 제501방공대대 "오성" - 제503방공대대 "명중" - 제505방공대대 "격추" - 제507방공대대 "청궁" | 제3야전군사령부 예하 당시 - 직할부대 - 본부대 - 사근대 - 제863방공중대 - 제821방공중대 - 예하부대 - 제503방공대대 - 제504방공대대 - 제505방공대대 - 제506방공대대 |

### 장비
- 미스트랄[3]
- 신궁
- 비호복합
- 천마[4]
- 오리콘 35mm 대공포
- KM167A3 20mm 발칸포
- 저고도 탐지 레이더

## 계보
- 1986년 12월 1일, 제3방공포병여단
- 1991년 7월 1일, 제1방공여단

## 같이 보기
- 방공 식별 구역

## 참고
1. ↑  박동욱 (2011년 12월 1일). “수도방위사령부, 제1방공여단 창설식”. 뉴시스. 2014년 10월 6일에 원본 문서에서 보존된 문서. 2011년 12월 21일에 확인함.
2. ↑  김귀근 (2014년 4월 3일). “수방사 방공망 '허점'…파주 무인기 포착 못해”. 연합뉴스. 2015년 3월 2일에 확인함.
3. ↑  맹수열 (2021년 10월 14일). “[육군1방공여단] 전수 받은 노하우… 서울 하늘 절대 사수”. 《국방일보》. 2022년 3월 5일에 원본 문서에서 보존된 문서. 2022년 5월 3일에 확인함.
4. ↑  이미아 (2017년 12월 28일). “"금융노하우 전수·장병 복지 증진 힘쓰겠다"”. 《한국경제》. 2022년 3월 5일에 확인함.

- 김가영 (2012년 5월 31일). “부대열전<70>육군수도방위사령부 1방공여단”. 국방일보. 2015년 3월 2일에 확인함.[깨진 링크(과거 내용 찾기)]